# Biserica de lemn din Balta

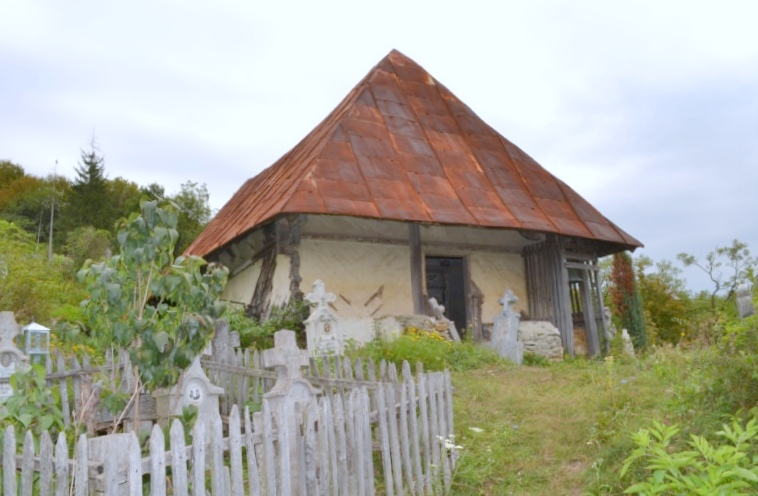
Biserica de lemn „Sfinții Voievozi” din Balta, comuna Balta, județul Mehedinți

Biserica de lemn din Balta, comuna Balta, județul Mehedinți, a fost construită în secolul XVIII. Are hramul „Sfinții Voievozi”. Biserica se află pe noua listă a monumentelor istorice sub codul LMI:  MH-II-m-B-10256.

## Istoric și trăsături
Biserica de lemn din Balta este situată pe o uliță laterală, la marginea satului, pe o coastă. Bisericuța scundă este construită din lemn de gorun și tencuită la exterior. Pe latura vestică a fost adăugat un mic pridvor, susținut pe doi stâlpi de lemn. Lângă biserică, în partea dreaptă a intrării, este fixat clopotul într-un jug de metal. Clopotul are următoarea însemnare, cu litere chirilice: „Temesvar, 1832, biserica Balta, Hramul Sf.Voievozi Mihail și Gavril, cumpărat de Anițescu și fratele popa Constantin Bălteanu și Stroescu”.
Biserica are un acoperiș de tablă ruginită, pus peste șindrilă, acesta find și motivul pentru care a rezistat vremii. Interiorul este pardosit cu scânduri groase din gorun și este aproape gol, doar altarul mai păstrează sfânta masă.
Biserica de lemn din Balta are un aspect jalnic și părăsit ca și cimitirul care o înconjoară, în care multe cruci sunt scrise în litere chirilice.